# El sueño de la razón produce monstruos
El sueño de la razón produce monstruos es un aguafuerte del pintor español Francisco de Goya perteneciente a la serie de Los caprichos publicado en 1799. Está numerado con el número 43 en la serie de 80 estampas.
Un hombre sentado que apoya su cabeza sobre un cubo oculta completamente el rostro con los brazos. No sabemos si está abatido, pensativo o adormecido. A su alrededor revolotean criaturas fantásticas que lo observan atentamente. Arriba domina la escena un gran murciélago.

## Interpretaciones de la estampa
Existen varios manuscritos contemporáneos que explican las láminas de Los Caprichos. El que se encuentra en el Museo del Prado se tiene como autógrafo de Goya, pero su texto parece más bien despistar y buscar un significado moralizante que encubra significados más arriesgados para el autor. Los de los otros dos, el que perteneció a López de Ayala y el que se encuentra en la Biblioteca Nacional, realzan la parte más escabrosa de las láminas.
- Texto del manuscrito de la estampa del Museo del Prado: «La fantasía abandonada de la razón produce monstruos imposibles: unida con ella es madre de las artes y origen de las maravillas».[3]

- Manuscrito de Ayala: «La fantasía abandonada de la razón produce monstruos, y unida con ella es madre de las artes».[3]

- Manuscrito de la Biblioteca Nacional: «Portada para esta obra: cuando los hombres no oyen el grito de la razón, todo se vuelve visiones».[3]

## Dibujos preparatorios

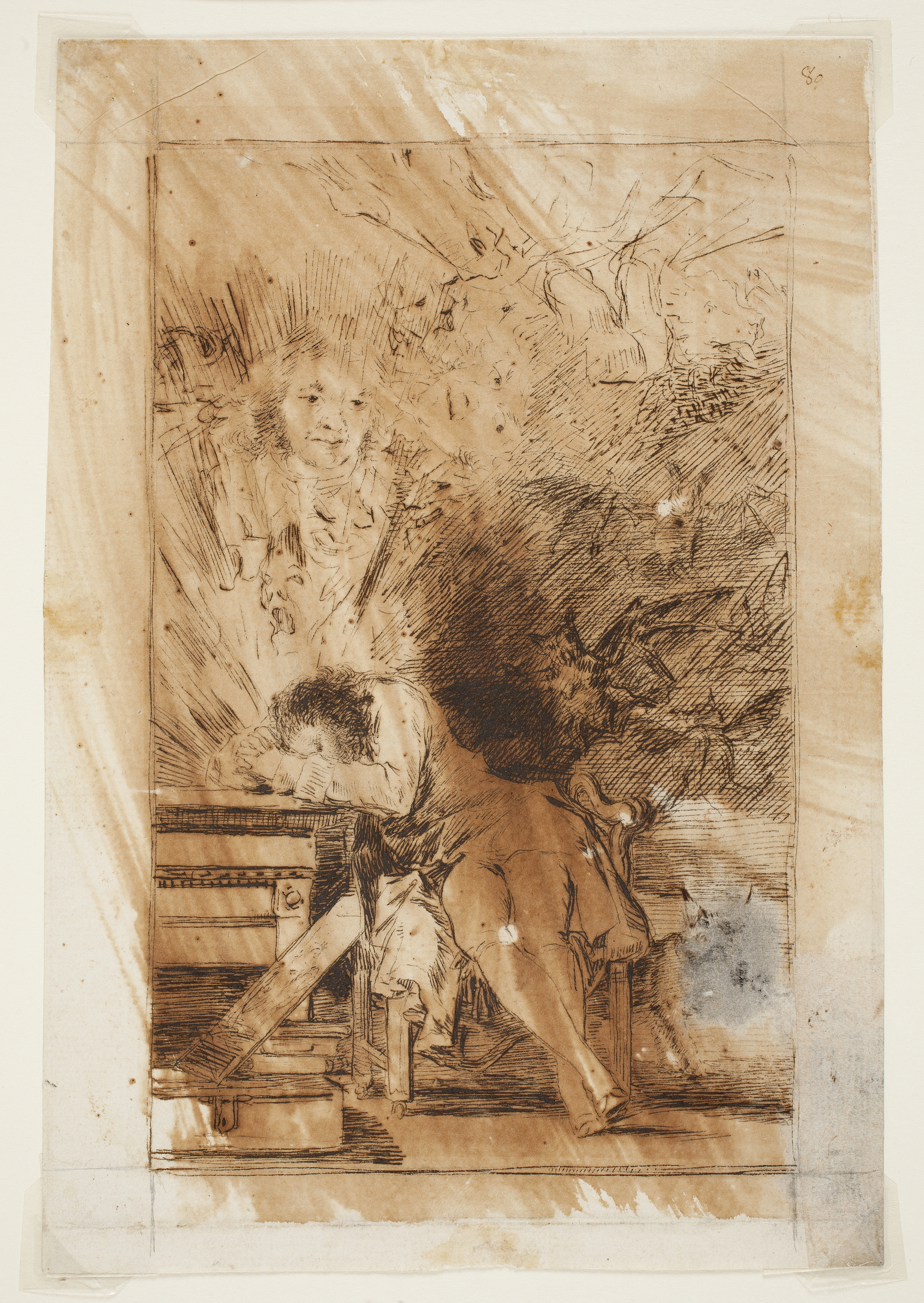
«El sueño de la razón produce monstruos». Dibujo preparatorio (1796-1797).

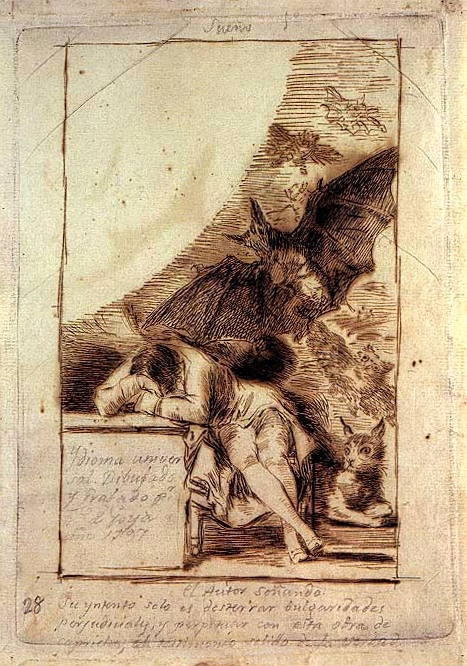
«Sueño 1. Idioma universal. El Autor soñando.» Dibujo preparatorio. Tinta de bugalla a pluma, 23 x 155 mm sobre papel verjurado agarbanzado (1797).

En el primer dibujo preparatorio, «El sueño de la razón produce monstruos», realizado entre 1796 y 1797,) se ve un caballo y varios rostros, incluyendo el del propio Goya.
El dibujo preparatorio conocido como «Idioma universal» estaba pensado originalmente como frontispicio. Tiene dos inscripciones: arriba: «Sueno 1º» y en la mesa: «Idioma universal. Dibujado y Grabado por Fco. de Goya, año 1797». A pie de imagen: «El autor soñando. Su intento solo es desterrar vulgaridades perjudiciales, y perpetuar con esta obra de caprichos, el testimonio sólido de la verdad».  La primera, «Sueño 1º», se refiere a la numeración original de Goya, que pretendía titular la serie como Sueños, por la obra de Francisco de Quevedo, Sueños y discursos, publicada entre 1606 y 1621. Al igual que Quevedo, Goya utilizó las visiones de los sueños para criticar a la sociedad, intención que manifestó tanto en el texto a pie de imagen como en su anuncio de su publicación en el Diario de Madrid, el 6 de febrero de 1799, en que refería a «la multitud de extravagancias y desaciertos que son comunes a toda sociedad civil».